# كابوس شارع إيلم 5: طفل الحلم
كابوس شارع إيلم 5: طفل الحلم (بالإنجليزية: A Nightmare on Elm Street 5: The Dream Child)‏ هو فيلم تقطيع أمريكي من إخراج ستيفن هوبكينز وبطولة ليزا ويلكوكس، روبرت إنجلوند واريكا أندرسون، صدر الفيلم في 11 أغسطس 1989.

## روابط خارجية
- كابوس شارع إيلم 5: طفل الحلم على موقع IMDb (الإنجليزية)
- كابوس شارع إيلم 5: طفل الحلم على موقع ميتاكريتيك (الإنجليزية)
- كابوس شارع إيلم 5: طفل الحلم على موقع روتن توميتوز (الإنجليزية)
- كابوس شارع إيلم 5: طفل الحلم على موقع نتفليكس (الإنجليزية)
- كابوس شارع إيلم 5: طفل الحلم على موقع ألو سيني (الفرنسية)
- كابوس شارع إيلم 5: طفل الحلم على موقع Turner Classic Movies (الإنجليزية)
- كابوس شارع إيلم 5: طفل الحلم على موقع أول موفي (الإنجليزية)
- كابوس شارع إيلم 5: طفل الحلم على موقع بوكس أوفيس موجو (الإنجليزية)
- كابوس شارع إيلم 5: طفل الحلم على موقع فيلمافينيتي (الإسبانية)
- كابوس شارع إيلم 5: طفل الحلم على موقع قاعدة بيانات الأفلام السويدية (السويدية)